# Магдалена Борсук-Б'ялиніцька
Марія Магдалена Борсук-Бялиницька (Maria Magdalena Borsuk-Białynicka, нар. 29 січня 1940) — польська палеонтологиня і філогенетикиня.

## Біографія
Народилася у 1940 році у Варшаві, Польща. Отримала ступінь магістра наук і доктора філософії у Варшавському університеті, а потім отримала ступінь доктора наук у Ягеллонському університеті. У 2001 році стала професором палеонтології. Борсук-Бялиніцька викладала по черзі у Варшавському університеті (1964—1975, 1986—1991, 1993—1996, 1997—1998) та Університеті Адама Міцкевича (1990, 1992, 1996, 1994, 19, 1996, 198, 19 PhD). Борсук-Бялиніцька була співредактором журналу Palaeontologia Polonica том 65 у 2009 році, а також асистентом редактора монографій у журналі з 1990 по 1997 роки.
Брала участь у польсько-монгольських палеонтологічних експедиціях до пустелі Гобі, де описала кілька видів пізньокрейдових ящірок. Вона також брала участь в описі фауни ранніх тріасових хребетних з палеонтологічної стоянки в Чатковіцах.
Вона описала і назвала зауропода Opisthocoelicaudia в 1977 році, жабу-пелобатиду Eopelobates leptocolaptus у 1978 році, лацертоїдів Globaura і Eoxanta в 1988 році, геконіду Gobekko у 1990 році і архозавроморфа Osmolskina у 2009 році.
На її честь названо викопний вид черепах Owadowia borsukbialynickae (Szczygielski, Tyborowski, Błażejowski. 2017)